# Kevin Joseph Farrell
Kevin Joseph Farrell, LC • OESSH • (Dublin, 2 de setembro de 1947) é um cardeal católico irlando-americano, atual Camerlengo da Câmara Apostólica, prefeito do Dicastério para os Leigos, a Família e a Vida, regente da Cidade do Vaticano desde a morte do Papa Francisco em 21 de abril de 2025 até a eleição do  Papa Leão XIV e diretor único do fundo de pensão da Santa Sé.

## Biografia

### Primeiros anos e educação
Nascido em Dublin, Irlanda, em 2 de setembro de 1947, Kevin Joseph Farrell é o segundo de quatro filhos. Seu irmão mais velho, Brian Farrell, foi secretário do Conselho Pontifício para a Promoção da Unidade dos Cristãos em 2002. Após completar o ensino primário e secundário, estudou na Universidade de Salamanca, na Espanha, e ingressou no noviciado dos Legionários de Cristo em 1966. Estudou na Universidade Pontifícia Gregoriana em Roma, onde obteve mestrado em filosofia e licenciatura em teologia, e na Universidade Pontifícia de São Tomás de Aquino, recebendo mestrado em teologia dogmática (1976) e licenciatura em teologia pastoral (1977). Possui também um Master of Business Administration pela Universidade de Notre Dame, que lhe concedeu um doutorado honorário em Direito em 2017.

### Sacerdócio
Farrell foi ordenado sacerdote pelos Legionários de Cristo pelo cardeal Eduardo Francisco Pironio em 24 de dezembro de 1978, na Basílica de Nossa Senhora de Guadalupe, em Roma. Atuou como capelão e professor na Universidade de Monterrey, no México, conduzindo seminários sobre bioética e ética social, e foi diretor geral de seminários dos Legionários de Cristo na Itália, Espanha e Irlanda. Em 1984, deixou os Legionários para ser incardinado na Arquidiocese de Washington, onde serviu como vigário em paróquias como St. Peter em Olney, St. Bartholomew em Bethesda e St. Thomas Apostle em Washington, D.C. Foi diretor do Centro Católico Espanhol da arquidiocese em 1985, diretor interino das Catholic Charities em 1988 e secretário de assuntos financeiros de 1989 a 2001. Em 1995, foi elevado a monsenhor. Em 2001, tornou-se vigário geral da arquidiocese e pároco da Paróquia da Anunciação.

### Bispo auxiliar de Washington
Em 28 de dezembro de 2001, o Papa João Paulo II nomeou Farrell bispo auxiliar de Washington e bispo titular de Rusuccuru. Foi consagrado em 11 de fevereiro de 2002, na Basílica do Santuário Nacional da Imaculada Conceição, por Theodore Edgar McCarrick, com os cardeais James Aloysius Hickey e Leonard Olivier como co-consagrantes. Serviu como moderador da cúria e vigário geral até 2007.

### Bispo de Dallas
Em 6 de março de 2007, o Papa Bento XVI nomeou Farrell bispo de Dallas, sucedendo Charles Victor Grahmann. Tomou posse em 1 de maio de 2007. Na Conferência dos Bispos Católicos dos Estados Unidos (USCCB), foi consultor do Comitê de Migração e presidente do Comitê de Coletas Nacionais em 2009.

### Cardeal
Em 17 de agosto de 2016, o Papa Francisco nomeou Farrell prefeito do recém-criado Dicastério para os Leigos, a Família e a Vida. Recebeu o título de cardeal-diácono de São Juliano Mártir. Em 14 de fevereiro de 2019, foi nomeado Camerlengo da Santa Igreja Romana.
Em 29 de setembro de 2020, foi nomeado presidente da Comissão para Assuntos Confidenciais. Em 7 de junho de 2022, tornou-se presidente do Comitê Pontifício para Investimentos. Em 1 de junho de 2022, foi nomeado membro da Congregação para o Culto Divino e Disciplina dos Sacramentos. Em 1 de janeiro de 2024, assumiu a presidência do Tribunal Supremo da Cidade do Vaticano. Em 20 de maio de 2024, foi nomeado enviado especial ao 53º Congresso Eucarístico Internacional, realizado em Quito, Equador, de 8 a 15 de setembro. Em novembro de 2024, foi nomeado diretor único do fundo de pensão da Santa Sé.
Em 21 de abril de 2025, Farrell anunciou a morte do Papa Francisco em um comunicado em vídeo no canal de televisão do Vaticano e presidiu o rito de verificação de óbito na mesma noite.

### Concessões episcopais
Farrell consagrou os seguintes bispos:
- J. Douglas Deshotel (27 de abril de 2010)
- Mark J. Seitz (27 de abril de 2010)
- John Gregory Kelly (11 de fevereiro de 2016)

## Controvérsias

### Associação com Theodore McCarrick
Após a laicização de Theodore Edgar McCarrick em 2018 por acusações de abuso sexual, surgiram questionamentos sobre se bispos próximos a ele, incluindo Farrell, sabiam das acusações. McCarrick recomendou Farrell como bispo auxiliar de Washington, onde Farrell serviu como vigário geral e compartilhou um apartamento com McCarrick. O brasão episcopal de Farrell inclui elementos em homenagem a McCarrick.

### Encontro Mundial das Famílias 2018
Farrell organizou o Encontro Mundial das Famílias de 2018 em Dublin, que enfrentou críticas. A ex-presidente irlandesa Mary McAleese chamou o evento de "rally de direita" contra direitos LGBT e de mulheres. A participação foi de 152 000 pessoas, bem abaixo dos 500 000 esperados.

## No Brasil
Em 20 a 22 de janeiro de 2023, o Cardeal Kevin Farrell visitou o Ceará, a convite da Comunidade Católica Shalom, para participar do Encontro Geral da Obra 2023, em Aquiraz. O evento, realizado em 21 de janeiro na Diaconia Geral, incluiu Santa Missa, apresentações artísticas, testemunhos e uma palestra de Farrell. Farrell também visitou o Centro de Evangelização Shalom da Paz, a Casa São Francisco e o Condomínio Espiritual Uirapuru (CEU) em Fortaleza.

## Posições

### Comunidade LGBTQ
Em 2018, Farrell proibiu Mary McAleese, defensora do casamento entre pessoas do mesmo sexo, de falar em uma conferência no Vaticano. Em 2021, defendeu a proibição de bênçãos a uniões do mesmo sexo.

### Controle de armas
Farrell apoia iniciativas de controle de armas e critica a influência do lobby das armas no Congresso dos EUA.